# 安德森·库珀
安德森·海斯·库珀（英語：Anderson Hays Cooper，1967年6月3日—），是一个美国记者、作家和電視主持人。以及有線電視新聞網（CNN）的新聞節目《安德森·庫珀360°》（Anderson Cooper 360°）的主播。該節目通常是在紐約市的攝影棚內進行直播，但庫珀經常在遇到突發新聞時前往現場播報。自2003年9月起，他也開始主持以自身為名的的日間談話節目《安德森》（Anderson）。

## 私人生活
库珀有兩個同母異父的兄弟，分別是Leopold Stanislaus "Stan" Stokowski（1950年出生）和Christopher Stokowski（1952年出生），他們是由库珀的母親葛洛莉亞·范德比（Gloria Vanderbilt）與前夫李奧波德·斯高司基（Leopold Stokowski）所生。
他在宣傳著作時，曾對歐普拉表示，他在孩童時期患有失讀症。2007年8月他在《今夜秀》中對同樣患有失讀症的主持人傑·雷諾坦誠了自己也患有「輕度失讀症」。
库珀是一名公開出櫃的男同性戀者；根據《紐約時報》，他是「美國電視上最知名的同性戀新聞工作者」。在2007年5月，《Out》雜誌在「全美最有權勢的男女同性戀者」排行版中將库珀列為第二名，僅次於大衛·葛芬。多年來，他始終避免在訪談中討論自己的私生活，希望藉此保護自己記者身份的中立性。例如他曾在2005年被問到性取向方面的問題，他表示「我能理解人們可能對此有興趣。但我就是不想談論我的私人生活。這是我很久以前就做下的決定，是在我了解人們可能對我的私生活有興趣之前。對於一位記者來說，你應該作為一個觀察者，並且能夠適應你所屬的任何團體，而我不想作出任何會破壞這個（身份）的事情。库珀在私生活方面保留的作風，與他母親長年受到八卦小報注目的生活方式形成強烈的對比，他的母親甚至出版了一本詳細敘述自己與多位名人外遇細節的回憶錄。库珀對此發誓「不想重蹈覆轍」。然而，在2012年7月2日，他同意讓部落格作者安德魯·蘇利文公開一封電子郵件，在信中库珀公開了自己的性取向，他寫道：
我開始思考對私生活的保護所意外造成的結果是否比個人和專業的原則更為重要。在對於某些方面私的生活保持靜默的多年後，我瞭解我可能傳達了我在試著隱藏某種事情的錯誤印象—某種讓我感到不舒服、羞恥甚至懼怕的事情。我感到非常煩惱，因為這並不是真的。...

事實上，我是同性戀，我從以前到現在一直都是，在未來也一直都會是，而且我也對自己感到非常快樂、舒服和自豪。
2018 年 3 月，Cooper 證實他和他的長期男友 Benjamin Maisani 分手了。

## 獎項
| 年份   | 獎項                              | 頒獎機構                                            | 作品                                                            | 類別                                 | 結果 |
| ------ | --------------------------------- | --------------------------------------------------- | --------------------------------------------------------------- | ------------------------------------ | ---- |
| 1993年 | 泰利銅奖                          | 泰利奖                                              | 索馬利亞饑荒的報導                                              |                                      | 獲獎 |
| 1997年 | 艾美奬                            | ATAS、NATAS                                         | 戴安娜王妃葬禮的報導                                            |                                      | 獲獎 |
| 2001年 | GLAAD媒體獎                       | GLAAD                                               | 《20/20 Downtown》：高中英雄。關於高中運動員科瑞·強森的報導     | 傑出電視新聞報導                     | 獲獎 |
| 2005年 | 皮博迪獎                          | 乔治亚大学亨利·W·格雷迪新闻与大众传媒学院           | 卡崔娜颶風的報導                                                |                                      | 獲獎 |
| 2005年 | 國家頭條奬                        | 亞特蘭大新闻俱乐部                                  | 安德森·库珀360°：毀滅巨浪 – 2004年印度洋大地震的報導            | 重要新聞事件報導                     | 獲獎 |
| 2006年 | 杜邦獎                            | 哥伦比亚大学新闻研究生院                            | 报道南亚海啸灾害的情况                                          |                                      | 獲獎 |
| 2006年 | 艾美奬                            | ATAS、NATAS                                         | 安德森·库珀360°：慈善醫院                                       | 常態性新聞節目傑出重要報導獎         | 獲獎 |
| 2006年 | 艾美奬                            | ATAS、NATAS                                         | 安德森·库珀360°：平原上的飢餓                                   | 傑出突發新聞長篇現場報導獎           | 獲獎 |
| 2006年 | 艾美奬                            | ATAS、NATAS                                         | 安德森·库珀360°：孩子们                                         | 常態新聞節目的最佳故事               | 提名 |
| 2007年 | 国家头条奖                        | 亚特兰大新闻俱乐部                                  | 安德森·库珀360°：9/11纪念日-阿富汗：未完成的战争                | 新闻节目奖                           | 獲獎 |
| 2007年 | 艾美奬                            | ATAS/NATAS                                          | 安德森·库珀360°：薩哥礦災                                       | 傑出突發新聞長篇現場報導獎           | 提名 |
| 2007年 | 艾美奬                            | ATAS/NATAS                                          | 安德森·库珀360°：摩天大樓撞擊                                   | 傑出個人工藝成就獎：燈光與佈景設計   | 提名 |
| 2007年 | 艾美奬                            | 商業與財經報導                                      | 安德森·库珀360°：貧瘠的黑市                                     | 常態性新聞節目傑出當前商業新聞報導獎 | 提名 |
| 2008年 | 国家头条奖                        | 亚特兰大新闻俱乐部                                  | 安德森·库珀360°：2007年对伊拉克的报道                           | 重大新闻事件持续报道                 | 獲獎 |
| 2008年 | 国家头条奖                        | 亚特兰大新闻俱乐部                                  | 安德森·库珀360°：暗杀布托                                       | 最佳新闻节目                         | 獲獎 |
| 2008年 | 国家头条奖                        | 亚特兰大新闻俱乐部                                  | 安德森·库珀360°：让他们保持诚实：透明的国会？                   | 调查性报道                           | 獲獎 |
| 2008年 | GLAAD媒体奖                       | GLAAD                                               | 第一个牺牲者                                                    | 电视新闻--新闻片段                   | 獲獎 |
| 2008年 | 艾美奬                            | ATAS/NATAS                                          | 安德森·库珀360°：非法藥品                                       | 常態性新聞節目傑出重要報導獎         | 提名 |
| 2008年 | 艾美奬                            | ATAS/NATAS                                          | 安德森·库珀360°：芝加哥警察的暴行                               | 常態性新聞節目傑出調查性報導獎       | 提名 |
| 2009年 | 艾美奬                            | ATAS/NATAS                                          | 60分鐘： 侵害妇女的战争                                         | 新闻杂志上杰出的新聞持续报道         | 获奖 |
| 2009年 | 艾美奬                            | ATAS/NATAS                                          | CNN对民主党全国代表大会的报道                                   | 常態性新聞節目傑出突發新聞報導獎     | 提名 |
| 2009年 | 艾美奬                            | ATAS/NATAS                                          | CNN对2008年大选之夜的报道                                       | 常態性新聞節目傑出突發新聞報導獎     | 提名 |
| 2010年 | 國家榮譽勳章騎士                  | 海地政府                                            | 2010年海地地震報導                                              |                                      | 授勳 |
| 2010年 | 国家头条奖                        | 亚特兰大新闻俱乐部                                  | 安德森·库珀360°：战役内幕                                       | 重大新闻事件的持续报道               | 獲獎 |
| 2011年 | 国家头条奖                        | 亚特兰大新闻俱乐部                                  | 塔利班                                                          | 同一主题的档案或系列报告             | 獲獎 |
| 2011年 | 国家头条奖                        | 亚特兰大新闻俱乐部                                  | 黑或白：儿童种族问题                                            | 调查性报告                           | 獲獎 |
| 2011年 | 国家头条奖                        | 亚特兰大新闻俱乐部                                  | 惊人的动物：比你想象的更聪明                                    | 环境报告                             | 獲獎 |
| 2011年 | 海外新闻俱乐部奖                  | 海外新闻俱乐部                                      | 塔利班                                                          | 爱德华·R·默罗奖                      | 獲獎 |
| 2011年 | 海外新闻俱乐部奖                  | 海外新闻俱乐部                                      | 海地地震                                                        | 大卫·卡普兰奖                        | 獲獎 |
| 2011年 | GLAAD媒体奖                       | GLAAD                                               | 同性恋青少年自杀事件                                            | 杰出电视新闻报道-新闻杂志            | 獲獎 |
| 2011年 | 艾美奬                            | ATAS/NATAS                                          | 安德森·库珀360°：廢墟中的海地                                   | 常態性新聞節目傑出突發新聞報導獎     | 獲獎 |
| 2011年 | 艾美奬                            | ATAS/NATAS                                          | 安德森·库珀360°：海地的危機                                     | 傑出時事新聞長篇現場報導獎           | 獲獎 |
| 2012年 | 皮博迪奖                          | 乔治亚大学亨利·W·格雷迪新闻与大众传媒学院           | 阿拉伯之春                                                      |                                      | 獲獎 |
| 2012年 | 国家头条奖                        | 亚特兰大新闻俱乐部                                  | 安德森·库珀360°：埃及起义                                       | 重大新闻事件报道                     | 獲獎 |
| 2012年 | 艾美奬                            | ATAS/NATAS                                          | 安德森·库珀360°：欺凌：到此为止                                 | 杰出新闻讨论与分析                   | 獲獎 |
| 2012年 | 艾美奬                            | ATAS/NATAS                                          | 安德森·库珀360°：埃及动乱升级                                   | 傑出時事新聞長篇現場報導獎           | 提名 |
| 2012年 | 艾美奬                            | ATAS/NATAS                                          | CNN/CNNi即时新闻同步直播：埃及革命：埃及总统穆巴拉克下台        | 傑出時事新聞長篇現場報導獎           | 獲獎 |
| 2012年 | GLAAD媒體獎                       | GLAAD                                               | “娘娘腔男孩”实验                                                | 杰出电视新闻报道-新闻杂志            | 獲獎 |
| 2012年 | 卢·克莱恩奖                       | 坦普尔大学克莱因媒体与传播学院                      |                                                                 | 优秀奖得主                           | 獲獎 |
| 2013年 | GLAAD媒體獎                       | GLAAD                                               |                                                                 | 维托·鲁索獎                          | 獲獎 |
| 2013年 | 艾美奬                            | ATAS/NATAS                                          | 60分钟：三代人的惩罚                                            | 新闻杂志上杰出的新聞持续报道         | 提名 |
| 2013年 | 艾美奬                            | ATAS/NATAS                                          | 安德森·库珀360°：孩子们的种族问题：隐藏的图景                   | 杰出新闻讨论与分析                   | 獲獎 |
| 2013年 | 艾美奬                            | ATAS/NATAS                                          | 美國選舉之夜                                                    | 傑出時事新聞長篇現場報導獎           | 獲獎 |
| 2013年 | 艾美奬                            | ATAS/NATAS                                          | 以色列/加沙冲突                                                 | 傑出時事新聞長篇現場報導獎           | 提名 |
| 2014年 | 艾美奬                            | ATAS/NATAS                                          | 安德森·库珀360°：波士顿爆炸案受害者发誓要再次跳舞               | 常態新闻节目中傑出的持续新闻故事报道 | 提名 |
| 2014年 | 艾美奬                            | ATAS/NATAS                                          | 安德森·库珀360°：枪林弹雨：AC360市民會議                        | 杰出新闻讨论与分析                   | 提名 |
| 2014年 | 艾美奬                            | ATAS/NATAS                                          | CNN对台风海燕的报道                                             | 傑出時事新聞長篇現場報導獎           | 提名 |
| 2014年 | 艾美奬                            | ATAS/NATAS                                          | 60分鐘：宇宙輪盤遊戲                                            | 傑出寫作                             | 提名 |
| 2015年 | 艾美奬                            | ATAS/NATAS                                          | 安德森·库珀360°：纽约市窒息死亡抗议活动                         | 傑出時事新聞長篇現場報導獎           | 提名 |
| 2016年 | 耶鲁大学本科生终身成就奖（YULAA） | 耶鲁大学理事会                                      |                                                                 | 耶鲁大学本科生终身成就奖（YULAA）    | 獲獎 |
| 2016年 | 艾美奬                            | ATAS/NATAS                                          | 安德森·库珀360°：欧洲的难民危机                                 | 常態新闻节目中傑出的重大新聞事件报道 | 獲獎 |
| 2016年 | 艾美奬                            | ATAS/NATAS                                          | 60分鐘：木材清理人                                              | 新闻杂志上杰出的调查性新闻报道       | 提名 |
| 2016年 | 艾美奬                            | ATAS/NATAS                                          | 安德森·库珀360°：成為十三歲: 走进青少年的秘密世界               | 杰出新闻讨论与分析                   | 獲獎 |
| 2016年 | 艾美奬                            | ATAS/NATAS                                          | 安德森·库珀360°：被攻擊的警察                                   | 杰出新闻讨论与分析                   | 提名 |
| 2016年 | 艾美奬                            | ATAS/NATAS                                          | CNN特别報告：CNN辩论报道                                        | 傑出時事新聞長篇現場報導獎           | 提名 |
| 2017年 | 艾美奬                            | ATAS/NATAS                                          | 60分钟: 罗森伯格兄弟                                            | 新闻杂志傑出专题报道                 | 提名 |
| 2017年 | 艾美奬                            | ATAS/NATAS                                          | 60分钟: Zomba監獄的音樂                                         | 新闻杂志傑出专题报道                 | 獲獎 |
| 2017年 | 艾美奬                            | ATAS/NATAS                                          | 安德森·库珀360°：脉搏夜店屠杀事件                               | 杰出突發新聞報導                     | 提名 |
| 2017年 | 艾美奬                            | ATAS/NATAS                                          | 摩苏尔之战                                                      | 杰出突發新聞報導                     | 提名 |
| 2017年 | 艾美奬                            | ATAS/NATAS                                          | 安德森·库珀360°：特朗普的指控者与安德森·库珀畅所欲言            | 傑出现场采访                         | 提名 |
| 2017年 | 艾美奬                            | ATAS/NATAS                                          | CNN新闻室：安德森·库珀採訪帕姆·邦迪                             | 傑出现场采访                         | 提名 |
| 2017年 | 艾美奬                            | ATAS/NATAS                                          | 60分钟：小小爵士乐手                                            | 杰出藝術、文化和娱乐报告             | 獲獎 |
| 2017年 | 艾美奬                            | ATAS/NATAS                                          | 安德森·库珀360°：特朗普大学诈骗案                               | 杰出商业、消费者和经济报告           | 獲獎 |
| 2017年 | 艾美奬                            | ATAS/NATAS                                          | 60分钟: Zomba監獄的音樂                                         | 杰出寫作                             | 提名 |
| 2018年 | GLAAD媒體獎                       | GLAAD                                               | 奥兰多的脉搏：夜店恐怖事件                                      | 杰出新闻杂志                         | 獲獎 |
| 2018年 | 沃尔特·克朗凯特杰出新闻奖         | 亚利桑那州立大学的沃尔特·克朗凯特新闻和大众传播学院 |                                                                 |                                      | 獲獎 |
| 2018年 | 艾美奬                            | ATAS/NATASzo                                        | CNN全球飓风报道                                                 | 杰出突發新聞報導                     | 提名 |
| 2018年 | 艾美奬                            | ATAS/NATASzo                                        | 曼彻斯特音乐会袭击事件                                          | 杰出突發新聞報導                     | 提名 |
| 2018年 | 艾美奬                            | ATAS/NATASzo                                        | 安德森·库珀360°：NFL市民會議：爱国主义，球员和总统              | 杰出新聞討論與分析                   | 提名 |
| 2018年 | 艾美奬                            | ATAS/NATASzo                                        | 安德森·库珀360°：安德森·庫珀採訪珍妮特·波特                     | 杰出現場採訪                         | 提名 |
| 2018年 | 艾美奬                            | ATAS/NATASzo                                        | 安德森·库珀360°：悲痛的面孔：萨瑟兰·斯普林斯牧师和希瑟·梅尔顿。 | 杰出現場採訪                         | 獲獎 |
| 2018年 | 艾美奬                            | ATAS/NATASzo                                        | 安德森·库珀360°：安德森·庫珀和莎莉·葉茨                         | 杰出編輯採訪                         | 提名 |
| 2018年 | 艾美奬                            | ATAS/NATASzo                                        | 60分鐘：偽造者                                                  | 杰出藝術、文化和娱乐报告             | 提名 |
| 2018年 | 艾美奬                            | ATAS/NATASzo                                        | 60分鐘：大腦黑客                                                | 杰出商业、消费者和经济报告           | 提名 |
| 2019年 | 艾美奬                            | ATAS/NATAS                                          | 安德森·库珀360°：卧底尼日利亚的推手们                           | 新聞節目傑出調查報告                 | 提名 |
| 2019年 | 艾美奬                            | ATAS/NATAS                                          | CNN英雄：全明星致敬                                             | 傑出新聞特別報道                     | 提名 |
| 2019年 | 艾美奬                            | ATAS/NATAS                                          | 安德森·库珀360°：寻找希望：与美国的自杀危机作斗争               | 傑出新聞討論與分析                   | 獲獎 |
| 2019年 | 艾美奬                            | ATAS/NATAS                                          | 60分钟：斯托米·丹尼爾斯                                         | 傑出編輯採訪                         | 提名 |
| 2019年 | 艾美奬                            | ATAS/NATAS                                          | 60分钟：進入荒野                                                | 杰出藝術、文化和娱乐报告             | 提名 |
| 2019年 | 艾美奬                            | ATAS/NATAS                                          | 安德森·库珀360°：帕克兰日记                                     | 新聞節目中的最佳故事                 | 提名 |
| 2020年 | 艾美奬                            | ATAS/NATAS                                          | 美国的致命周末                                                  | 杰出突發新聞報導                     | 提名 |
| 2020年 | 艾美奬                            | ATAS/NATAS                                          | 安德森·库珀360°：安德森·库珀采访Facebook的莫妮卡·比克特         | 傑出現場採訪                         | 提名 |
| 2020年 | 艾美奬                            | ATAS/NATAS                                          | 60分钟：马克·布拉福德                                           | 杰出藝術、文化和娱乐报告             | 獲獎 |
| 2020年 | 艾美奬                            | ATAS/NATAS                                          | 安德森·库珀360°：安德森·库珀向他的母亲格洛丽亚·范德比尔特致敬   | 傑出寫作                             | 提名 |

## 荣誉

### 外国勋章奖章
- 三等功绩勋章（乌克兰，2022年8月23日公布[62]）